# Paula Grogger
Paula Grogger (Osztrák–Magyar Monarchia, Öblarn, 1892. július 12. – Ausztria, Öblarn, 1984. január 1.) osztrák írónő, költőnő.

## Élete
Paula Grogger 1892-ben született a stájerországi Öblarnban. 1912-14 között Salzburgban tanult tanítóképzőben, majd visszatért szülőfalujába, ahol tanítónőként kezdett dolgozni. Először 1917-ben egy folyóiratban jelent meg Das Christkindl im Steirerland című műve.
1926-ban megjelent, Das Grimmingtor című családregénye hozta meg számára a sikert, a könyvet több nyelvre is lefordították. János főhercegről szóló drámáját, a Die Hochzeit-ot 1937-ben mutatták be először.
1952-ben megkapja Stájerország Peter-Rosegger-díját, majd többek között professzori címet kapott. Író munkásságát 88 éves koráig folytatta. 1984-ben 91 éves korában hunyt el Öblarnban.

## Művei
- 1917 – Das Christkindl im Steirerland
- 1926 – Das Grimmingtor (A Grimming-kapu)
- 1927 – Die Sternsinger (A csillagok dalnokai), Das Gleichnis von der Weberin
- 1929/1977 – Raeuberlegende (A rablólegenda)
- 1932 – Das Roecklein des Jesuskindes
- 1933 – Das Spiel von Sonne, Mond und Sternen
- 1935 – Der Lobenstock
- 1937/1967 – Die Hochzeit. Ein Spiel vom Prinzen Johann, (Az esküvő) Grogger János főhercegről szóló színdarabja
- 1947/1962 – Bauernjahr
- 1949 – Der Antichrist und unsere Liebe Frau
- 1954 – Gedichte (Költemények)
- 1958 – Die Mutter, Die Reise nach Salzburg
- 1962 – Aus meinem Paradeisgarten (Édenkertemből)
- 1975 – Spaete Matura oder Pegasus im Joch
- 1977 – Der himmlische Geburtstag, Sieben Legenden, Die Raeuberlegende
- 1980 – Der Paradeisgarten
- 1983 – Geschichte der Kindheit

## Emlékezete
Paula Grogger háza ma múzeumként látogatható Öblarnban. Mellszobra Grazban, a várban található.